# Osvaldo Díaz (cantante)
Osvaldo Díaz (1950) es un cantante chileno, perteneciente a la nueva ola y al canto nuevo.

## Biografía
Estudió en el Instituto Nacional. En 1968 grabó el sencillo "Ternura" en el sello del productor discográfico Camilo Fernández. Con este tema saltó a la fama y durante los siguientes dos años realizó giras por Perú, Centroamérica e incluso Japón.
En 1970 discontinuó su carrera para estudiar ingeniería mecánica. Sin embargo en 1973 publica Osvaldo Díaz, su primer LP. Dos años antes había obtenido el premio al mejor intérprete en el XII Festival Internacional de la Canción de Viña del Mar.
Opositor a la dictadura militar de Augusto Pinochet, esto no le impide continuar con su carrera y contar con visualidad mediática (aunque inicialmente sufrió censura).
Representó a Chile en el Festival de la OTI de 1975, con la canción “Las puertas del mundo”, obteniendo el quinto puesto. Al año siguiente participa en el XVII Festival Internacional de la Canción de Viña del Mar e impuso su segundo gran éxito, “Los carasucias”. En 1978 publica otro de sus grandes éxitos, “Reflexiones”, y un nuevo LP en asociación con el grupo Kámara.
Producto de su oposición a la dictadura militar, comienza a ser vetado de la televisión chilena. En 1986 se autoexilió en México, regresando al país al año siguiente. A partir de entonces, comienza a participar en manifestaciones políticas en favor del retorno a la democracia, incluidas las concentraciones de la opción No en el contexto del Plebiscito de 1988.
Tras el retorno a la democracia logra restablecer su visibilidad mediática y participa en el Festival de la OTI de 1990, así como en el XXXII Festival Internacional de la Canción de Viña del Mar en 1991. Publica en 1992 el LP Amar amor, del que salen los éxitos “No digas que no me amas” y “Por favor no te vayas”.
Actualmente se encuentra retirado, pero de vez en cuando actúa en reuniones privadas y homenajes.

## Discografía

### Álbumes
- Osvaldo Díaz (1973)
- Grupo Kámara con Osvaldo Díaz (1978)
- Amar amor (1992)

### Colectivos
- La gran noche del folklore (1978)